# Targi Książki w Krakowie
Międzynarodowe Targi Książki w Krakowie (ang. International Book Fair in Krakow) – cykliczna, dedykowana branży wydawniczo-księgarskiej impreza, promująca czytelnictwo. Organizowana jest od 1997 roku w Krakowie, przez firmę Targi w Krakowie. Targi są otwarte dla publiczności, w trakcie ich trwania wystawcy prowadzą sprzedaż detaliczną książek (tradycyjnych i elektronicznych) oraz akcesoriów czytelniczych, a także odbywają się inne wydarzenia związane z literaturą.

## Charakterystyka
Do grona wystawców należą: wydawnictwa, hurtownie książek, księgarnie, drukarnie, instytucje kultury, stowarzyszenia związane z rynkiem książki w Polsce, dystrybutorzy mediów elektronicznych dedykowanych rynkowi książki. Targi Książki w Krakowie skupiają rokrocznie ok. 700 wystawców i ponad 68 000 zwiedzających.
W ramach imprezy odbywają się warsztaty i panele branżowe, spotkania z autorami na stoiskach wydawców i w salach seminaryjnych. Ponadto podczas Targów rozstrzygane są polskie plebiscyty i konkursy, m.in.: Konkurs o Nagrodę im. Jana Długosza, Edycja. Konkurs na książkę edytorsko doskonałą, Najlepszy podręcznik i skrypt akademicki, PIK-owy Laur, Ranking Polskich Drukarń Dziełowych. W obrębie Targów wyróżnia się Salony: Wydawców Szkół Wyższych, Wydawców Katolickich, Nowych Mediów, Salon Książki Dziecięcej i Młodzieżowej oraz debiutujący w 2015 roku Salon Komiksu.

## Historia

### 1. Targi Książki w Krakowie 23–25.10.1997
Liczba wystawców: 140; Liczba zwiedzających: 4700
Pierwsze Targi w Krakowie odbyły się w 1997 roku. W imprezie wzięło udział 140 wystawców.
Goście Targów m.in.: Stanisław Lem, Wisława Szymborska

### 2. Targi Książki w Krakowie 22–25.10.1998
Liczba wystawców: 206; Liczba zwiedzających: 8000
Inicjatywy w ramach Targów Książki w Krakowie
- Konkurs o Nagrodę im. Jana Długosza – inicjatywa, której bezpośrednim celem jest nagrodzenie dzieła o wybitnych wartościach poznawczo-naukowych z dziedziny szeroko rozumianej humanistyki. W latach 1998–2010 organizatorami Konkursu były Targi w Krakowie Sp. z o.o. i Polska Izba Książki (od 2011 r. Konkurs organizują Targi w Krakowie Sp. z o.o.). Pierwszą Nagrodę jury (w składzie: Lech Kalinowski, Henryk Markiewicz, Leszek Polony, Władysław Stróżewski, Piotr Sztompka, Jerzy Wyrozumski) przyznało prof. Barbarze Skardze za książkę Tożsamość i różnica. Eseje metafizyczne wydaną przez SIW Znak.

Goście Targów m.in.: Czesław Miłosz, Stanisław Lem, Norman Davies, Jonathan Carroll, Andrzej Wajda

### 3. Targi Książki w Krakowie 21–24.10.1999
Liczba wystawców: 227; Liczba zwiedzających: 11 600
Nowe inicjatywy w ramach Targów Książki w Krakowie:
- I Krakowski Festiwal Komiksu i Mangi – inicjatywa, podczas której zwiedzający Targów mieli możliwość spotkania z polskimi rysownikami, scenarzystami i krytykami komiksu.

Goście Targów m.in.: Czesław Miłosz, Stanisław Lem, Zdzisław Beksiński, Sławomir Mrożek

### 4. Targi Książki w Krakowie 26–29.10.2000
Liczba wystawców: 248; Liczba zwiedzających: 15 900
Patronat honorowy: Prezydent Rzeczypospolitej Polskiej Aleksander Kwaśniewski
Gość honorowy: Austria
Goście Targów m.in.: Stanisław Lem, Czesław Miłosz, Andrzej Sapkowski, Jan Twardowski, Jean-Marie Laclavetine

### 5. Targi Książki w Krakowie 25–28.10.2001
Liczba wystawców: 255; Liczba zwiedzających: 16 800
Patronat honorowy: Prezydent Rzeczypospolitej Polskiej Aleksander Kwaśniewski
Gość honorowy: Francja
Nowe inicjatywy w ramach Targów Książki w Krakowie:
- 2. edycja Krakowskiego Festiwalu Komiksu i Mangi
- 5. edycja Krakowskiego Spotkania Galicyjskiej Gildii Fanów Fantastyki IMLADRIS.

Goście Targów m.in.: Colette Samson, Jean-Christophe Ruffin, Frédéric Beigbeder, Wiesław Myśliwski, Francois Boucq, Andrzej Wajda

### 6. Targi Książki w Krakowie 24–27.10.2002
Liczba wystawców: 298; Liczba zwiedzających: 19 511
Patronat honorowy: Prezydent Rzeczypospolitej Polskiej Aleksander Kwaśniewski
Gość honorowy: Republika Węgier
Nowe inicjatywy w ramach Targów Książki w Krakowie:
- 6. Krakowskie Spotkanie Galicyjskiej Gidli Fanów Fantastyki IMLADRIS

Goście Targów m.in.: Wisława Szymborska, Sławomir Mrożek, Tadeusz Różewicz, Dorota Masłowska

### 7. Targi Książki w Krakowie 23–26.10.2003
Liczba wystawców: 303; Liczba zwiedzających: 24 424
Patronat honorowy: Prezydent Rzeczypospolitej Polskiej Aleksander Kwaśniewski
Gość honorowy: Rosja
Goście Targów m.in.: Ludwik Jerzy Kern, Stanisław Lem, Ewa Lipska, Andrzej Mleczko, Sławomir Mrożek, Herta Müller, Adam Zagajewski, Olga Tokarczuk, Jean-Pierre Milovanoff

### 8. Targi Książki w Krakowie 21–24.10.2004
Liczba wystawców: 331; Liczba zwiedzających: 18 300
Patronat honorowy: Prezydent Rzeczypospolitej Polskiej Aleksander Kwaśniewski
Motto: „Ten najszczęśliwszy z ludzi, któremu nic zapału do książek nie studzi” Jan Kasprowicz
Nowe inicjatywy w ramach Targów Książki w Krakowie:
- I Salon Wydawców Szkół Wyższych. Inicjatywa kontynuowana do dzisiaj.
- I Salon Wydawców Katolickich. Inicjatywa kontynuowana do dzisiaj.

Goście Targów m.in.: Ryszard Kapuściński, Wojciech Jagielski, Wiktor Jerofiejew, Wojciech Cejrowski, Ewa Lipska, Roberto Salvadori, Stanisław Lem, Olga Tokarczuk, Chris Niedenthal

### 9. Targi Książki w Krakowie 27–30.10.2005
Liczba wystawców: 367; Liczba zwiedzających: 18 350
Patronat honorowy: Prezydent Rzeczypospolitej Polskiej Aleksander Kwaśniewski
Goście Targów m.in.: Norman Davies, Katarzyna Grochola, Kazuo Ishiguro, Stanisław Lem, Sławomir Mrożek, Andrzej Stasiuk, Władysław Bartoszewski, Stefan Chwin

### 10. Targi Książki w Krakowie 19–22.10.2006
Liczba wystawców: 409; Liczba zwiedzających: 18 787
Patronat honorowy: Prezydent Rzeczypospolitej Polskiej Lech Kaczyński
Nowe inicjatywy w ramach Targów Książki w Krakowie:
- Akcja Książka za książkę – inicjatywa „Gazety Wyborczej”, Targów w Krakowie Sp. z o.o., Radia Kraków i Wojewódzkiej Biblioteki Publicznej, której celem była wielka zbiórka książek dla krakowskich bibliotek. W akcji mógł wziąć udział każdy zwiedzający Targi. Za oddane na rzecz bibliotek publikacje zwiedzający otrzymywali kupony rabatowe na tytuły dostępne na stoiskach wystawców obecnych na Targach. Inicjatywa kontynuowana do dzisiaj.

Goście Targów m.in.: Wiktor Suworow, Sylvie Germain, Maxime Chattam, Marek Krajewski, Adam Wajrak, Ludwik Jerzy Kern, Anna Świderkówna, Sławomir Mrożek

### 11. Targi Książki w Krakowie 25–28.10.2007
Liczba wystawców: 436; Liczba zwiedzających: 19 335
Patronat honorowy: Wojewoda Małopolski, Marszałek Województwa Małopolskiego, Prezydent Miasta Krakowa
Motto: „Szczęśliwe znalezienie dobrej książki może zmienić przyszłość duszy” Marcel Proust
Nowe inicjatywy w ramach Targów Książki w Krakowie:
- I Międzynarodowy Salon Agentów Literackich – inicjatywa, której celem było umożliwienie agentom literackim spotkania oraz sprzedaż i kupno praw autorskich. Inicjatywa zawieszona po 2008 r.
- Przedszkole pod Lokomotywą – strefa zabaw dedykowana najmłodszym zwiedzającym zainicjowana przez Instytut Książki.
- Bajkowóz – zabytkowy tramwaj, który wraz z rozpoczęciem Targów wyjechał na ulice Krakowa. Przez cztery dni trwania imprezy pasażerowie tramwaju mogli zdobyć autograf pisarzy czy wziąć udział w konkursach. Bajkowóz kursował na trasie: Plac Centralny – al. Jana Pawła II – Centralna – al. Pokoju – Dąbie – Grzegórzecka – Starowiślna – Westerplatte – Basztowa – Dunajewskiego – Podwale – Plac Wszystkich Świętych – św. Gertrudy – Starowiślna – Grzegórzecka – Dąbie – al. Pokoju – Centralna – al. Jana Pawła II – Plac Centralny.

Goście Targów m.in.: Philipp Vandenberg, Władysław Bartoszewski, Jonathan Carroll, Julia Hartwig, Sławomir Mrożek, Sven Nordqvist, Barbara Toruńczyk, Jerzy Strzelczyk, Marek Krajewski, Felicitas Hoppe, Jorge Molist

### 12. Targi Książki w Krakowie 23–26.10.2008
Liczba wystawców: 482; Liczba zwiedzających: 23 530
Patronat honorowy: Prezydent Rzeczypospolitej Polskiej Lech Kaczyński, Kardynał Stanisław Dziwisz Arcybiskup Metropolita Krakowski – honorowy patronat nad Salonem Wydawców Katolickich
Goście Targów m.in.: Jurij Andruchowycz, Darren Baker, Joe Bialowitz, Philip Bialowitz, Jacek Dukaj, Paweł Huelle, Michèle Lesbre, Jerzy Pilch, Dina Rubina

### 13. Targi Książki w Krakowie 5–8.11.2009
Liczba wystawców: 481; Liczba zwiedzających: 24 900
Patronat honorowy: Prezydent Rzeczypospolitej Polskiej Lech Kaczyński, Kardynał Stanisław Dziwisz Arcybiskup Metropolita Krakowski – honorowy patronat nad Salonem Wydawców Katolickich
Motto: „Kto czyta książki, żyje podwójnie” Umberto Eco
Nowe inicjatywy w ramach Targów Książki w Krakowie:
- Międzynarodowy Festiwal Literatury im. J. Conrada – inicjatywa Krakowskiego Biura Festiwalowego, Miasta Kraków i Fundacji Tygodnika Powszechnego, której data celowo została skorelowana z Targami w celu wspólnej promocji literatury i popularyzowania czytelnictwa. Inicjatywa kontynuowana do dzisiaj.

Goście Targów m.in.: Marek Bieńczyk, Julia Hartwig, Etgar Keret, Petra Morsbach, Jerzy Pilch, Atiq Rahimi, Leila Rasheed, Anda Rottenberg, Olga Tokarczuk

### 14. Targi Książki w Krakowie 4–7.11.2010
Liczba wystawców: 453; Liczba zwiedzających: 31 500
Patronat honorowy: Prezydent Rzeczypospolitej Polskiej Bronisław Komorowski, Kardynał Stanisław Dziwisz Arcybiskup Metropolita Krakowski – honorowy patronat nad Salonem Wydawców Katolickich
Motto: „Godzina czytania jest godziną skradzioną z raju” Thomas Wharton
Nowe inicjatywy w ramach Targów Książki w Krakowie:
- I Salon Nowych Mediów – specjalnie wydzielona przestrzeń służąca promocji nowych technologii wykorzystywanych przez wydawnictwa i czytelników. Salon zlokalizowany jest w specjalnie wybudowanym pawilonie, przy którym powstało drugie wejście na Targi, a wraz z nim recepcja i rejestracja gości branżowych. W obrębie Salonu swoją ofertę prezentują: producenci oraz dystrybutorzy e-booków, audiobooków, tabletów i czytników. W ramach Salonu odbywa się cykl spotkań poświęcony e-czytelnictwu. Inicjatywa kontynuowana do dzisiaj.
- Napisz książkę z Noblistką – akcja wspólnego pisania książki zainicjowana przed Targami. Pierwsze zdania powieści napisała noblistka Herta Müller. W weekend poprzedzający Targi w Galerii Krakowskiej każdy mógł dopisać jedno zdanie z dalszą częścią historii. Następnie podczas Targów do współtworzenia książki zostali zaproszeni uczestnicy imprezy, w tym odwiedzający ją autorzy i celebryci. W efekcie powstała książka posiadająca 100 autorów. Książka została zlicytowana podczas Wielkiej Orkiestry Świątecznej Pomocy za kwotę 1045 zł.
- Honorowa Rada Patronacka Targów Książki – zespół wybitnych osobistości świata kultury, sprawujący merytoryczną opiekę nad Targami. W skład Rady weszli: Rektor Uniwersytetu Jagiellońskiego Karol Musioł (do 2011 r.), Dyrektor Biblioteki Narodowej Tomasz Makowski, Dyrektor Biblioteki Jagiellońskiej Zdzisław Pietrzyk, Prezes Polskiej Izby Książki Piotr Marciszuk (od 2012 r. jako Prezydent Europejskiej Federacji Wydawców, prezesem Polskiej Izby Książki został Włodzimierz Albin), Prezes Polskiego Towarzystwa Wydawców Książek Rafał Skąpski (do 2012 r.), Prezes Stowarzyszenia Wydawców Szkół Wyższych Henryk Podolski (zastąpiony w 2013 r. przez Annę Zielińską-Krybus)oraz Prezes Stowarzyszenia Wydawców Katolickich ks. Roman Szpakowski. Inicjatywa kontynuowana do dzisiaj.
- Powstał fanpage Targów Książki w Krakowie na Facebooku[1].

Goście Targów m.in.: Jeffrey Archer, Władysław Bartoszewski, Marlena de Blasi, Delphine de Vigan, Julia Hartwig, Eustachy Rylski, Roberto Salvadori, Serhij Żadan

### 15. Targi Książki w Krakowie 3–6.11.2011
Liczba wystawców: 539; Liczba zwiedzających: 35 000
Patronat honorowy: Prezydent Rzeczypospolitej Polskiej Bronisław Komorowski i Minister Kultury i Dziedzictwa Narodowego Bogdan Zdrojewski, Kardynał Stanisław Dziwisz Arcybiskup Metropolita Krakowski – honorowy patronat nad Salonem Wydawców Katolickich, Minister Nauki i Szkolnictwa Wyższego Barbara Kudrycka – honorowy patronat nad Salonem Wydawców Akademickich
Motto: „Nie myśl, że książki znikną” Umberto Eco
Nowe inicjatywy w ramach Targów Książki w Krakowie:
- Targi Książki w Krakowie znalazły się na liście Krajowego Programu Kulturalnego Polskiej Prezydencji w Unii Europejskiej w 2011 r.
- I Salon Małe Ojczyzny – specjalnie wydzielona przestrzeń służąca promocji mikroregionów: ich odrębności kulturowej, językowej, ich specyfiki. W Salonie Małe Ojczyzny prezentowane są czasoprzestrzenie, które odegrały istotną rolę w kształtowaniu się podstawowych i uniwersalnych wartości naszej cywilizacji; miały znaczący wpływ na jej język i kulturę; w sposób jednoznaczny i pełny znalazły odzwierciedlenie w literaturze. W 2011 r. Salon Małe Ojczyzny był poświęcony Śląskowi. Inicjatywa kontynuowana do dzisiaj.
- Ambasador Targów Książki w Krakowie – tytuł przyznawany czterem postaciom polskiej sceny kulturalnej, które promują czytelnictwo, jak i ideę Targów Książki. W 2011 r. tytułem Ambasadora Targów Książki w Krakowie zostali uhonorowani: Marek Krawczyk, ks. Mieczysław Maliński, Tadeusz Skoczek oraz Anna Dymna i Krzysztof Orzechowski (inicjatorzy Krakowskiego Salonu Poezji). Inicjatywa kontynuowana do dzisiaj.
- Aplikacja Targów Książki w Krakowie na systemy mobilne – aplikacja umożliwiająca zwiedzającym zapoznanie się z: interaktywnym planem Targów, listą wystawców, terminarzem spotkań, listą autorów i celebrytów obecnych na Targach, zdjęciami z poprzednich edycji oraz materiałami wideo. Inicjatywa kontynuowana do dzisiaj[2].
- Booklety w pociągach – wspólna inicjatywa Targów w Krakowie Sp. z o.o, PKP Intercity i wystawców 15. Targów Książki w Krakowie, której celem było udostępnienie pasażerom pociągów kursujących na trasie Kraków–Warszawa w terminie 10.10.–6.11. bookletów, czyli fragmentów publikacji, które miały premierę podczas Targów.
- Miłosz w samo południe – czytelniczy flash mob zorganizowany z racji ogłoszenia 2011 Rokiem Czesława Miłosza w trzeci dzień Targów (5.11.) o godzinie 12.00 na terenie Hali Targów w Krakowie Sp. z o.o. Podczas akcji uczestnicy Targów przeczytali na głos wiersz Czesława Miłosza Ale książki. Głośną lekturę zainicjował Piotr Kraśko.
- „Merkuriusz targowo-kongresowy” – specjalne wydanie organu prasowego Targów w Krakowie Sp. z o.o. opublikowane z okazji 15-lecia Targów Książki w Krakowie[3]
- Elektroniczny Kalendarz Spotkań – bezpłatny system uruchomiony na stronie www.ksiazka.krakow.pl umożliwiający wystawcom i przedstawicielom branży wydawniczo-księgarskiej umawianie spotkań branżowych podczas Targów. Inicjatywa kontynuowana do dzisiaj.

Goście Targów m.in.: Władysław Bartoszewski, Janusz Głowacki, Mo Hayder, Michel Houellebecq, Marianne Malone, Chris Niedenthal

### 16. Targi Książki w Krakowie 25–28.10.2012
Liczba wystawców: 562; Liczba zwiedzających: 34 000
Patronat honorowy: Prezydent Rzeczypospolitej Polskiej Bronisław Komorowski, Kardynał Stanisław Dziwisz Arcybiskup Metropolita Krakowski – honorowy patronat nad Salonem Wydawców Katolickich, Minister Nauki i Szkolnictwa Wyższego Barbara Kudrycka – honorowy patronat nad Salonem Wydawców Akademickich
Motto: „Istnieję po to, żeby czytać książki…” Clare Morrall
Gość honorowy Salonu Małe Ojczyzny: Podhale
Ambasadorzy Targów Książki w Krakowie: Grzegorz Boguta, o. Leon Knabit, Agnieszka Lingas-Łoniewska, prof. Franciszek Ziejka
Nowe inicjatywy w ramach Targów Książki w Krakowie:
- Wirtualne Targi Książki – wspólna inicjatywa Targów w Krakowie Sp. z o.o. i eLibri.pl, dzięki której zwiedzający mogli zapoznać się z ofertą wydawców obecnych na Targach. Premierowe publikacje są prezentowane na stronie www.ksiazka.krakow.pl. Inicjatywa kontynuowana do dzisiaj[4]
- Nakręć się na czytanie – akcja, podczas której zwiedzający Targi, w tym autorzy i celebryci, przed kamerą byli proszeni o dokończenie zdania „Czytam, bo…”. Z pojedynczych wypowiedzi zmontowano film promujący Targi Książki w Krakowie[5]

Goście Targów m.in.: Władysław Bartoszewski, Sorj Chalandon, Dorothy Cummings, Julia Hartwig, Jacek Hugo-Bader, Roberto Innocenti, Marek Krajewski, Szahrnusz Parsipur

### 17. Targi Książki w Krakowie 24–27.10.2013
Liczba wystawców: 570; Liczba zwiedzających: 40 000
Patronat honorowy: Prezydent Rzeczypospolitej Polskiej Bronisław Komorowski, Kardynał Stanisław Dziwisz Arcybiskup Metropolita Krakowski – honorowy patronat nad Salonem Wydawców Katolickich
Motto: „Kto czyta, nie pyta!”
Gość honorowy Salonu Małe Ojczyzny: Kaszuby i Gdańsk
Ambasadorzy Targów Książki w Krakowie: Henryk Podolski, ks. Adam Boniecki, Michał Rusinek, Ryszard Krynicki
Nowe inicjatywy w ramach Targów Książki w Krakowie:
- Akcja Lokomotywa – wielki maraton czytania Lokomotywy Juliana Tuwima – przez cztery dni na terenie Targów Książki w Krakowie każdy zwiedzający mógł dołączyć do grona czytających, którzy zostali uwiecznieni okiem kamery[6]

### 18. Międzynarodowe Targi Książki w Krakowie 23–26.10.2014
Liczba wystawców: 696; Liczba zwiedzających: 60 000
Patronat honorowy: Prezydent Rzeczypospolitej Polskiej Bronisław Komorowski, Kardynał Stanisław Dziwisz Arcybiskup Metropolita Krakowski – honorowy patronat nad Salonem Wydawców Katolickich
Motto: „Myślenie zawsze zaczyna się od czytania” prof. Tadeusz Gadacz
Gość honorowy: Węgry
Ambasadorzy Targów Książki w Krakowie: Prezydent Miasta Krakowa prof. Jacek Majchrowski, prof. Jerzy Opalski, prof. Anna Polony, dyrektor Instytutu Książki Grzegorz Gauden, dyrektor Podkarpackiego Instytutu Książki i Marketingu w Rzeszowie Jerzy Fąfara
Nowe inicjatywy w ramach Międzynarodowych Targów Książki w Krakowie:
- Umiędzynarodowienie imprezy – począwszy od 2014 r. Targi Książki w Krakowie stały się imprezą międzynarodową i funkcjonują jako Międzynarodowe Targi Książki w Krakowie.
- Zmiana lokalizacji – Targi po raz pierwszy odbyły się w nowej lokalizacji, w Międzynarodowym Centrum Targowo-Kongresowym EXPO Kraków[7]
- I Salon Książki Dziecięcej – salon przybliża najmłodszym świat literatury, rodzicom pokazuje, jak barwny i bogaty w wartościowe treści jest polski rynek książki dla dzieci[8].
- Opowieść się rozpoczyna – konkurs dla zwiedzających Targów na najciekawszą historię okołotargową[9].
- #selfie18 – zabawa, która polegała na wykonywaniu zdjęć selfie z życzeniami dla Międzynarodowych Targów Książki w Krakowie z okazji 18. urodzin[10]
- Blog targowy – został założony blog, którego tematyka obraca się wokół książek, wydawców, branżowych newsów[11].
- Targowe konto na instagramie – Międzynarodowe Targi Książki w Krakowie postanowiły zawojować instagram i obrazem komunikować się z wystawcami, ze zwiedzającymi, ze wszystkimi zainteresowanymi[12].
- Zjazd blogerów piszących o książkach – w trzeci dzień Targów w jednej z sal na terenie imprezy został zorganizowany zjazd blogerów książkowych[13].
- Akademia Przedszkolaka – warsztaty dedykowane przedszkolakom prowadzone na specjalnie przygotowanym stoisku Urzędu Marszałkowskiego Województwa Małopolskiego w ramach realizacji projektu „Przedszkolne wychowanie do wartości”.

### 19. Międzynarodowe Targi Książki w Krakowie 22–25.10.2015
Liczba wystawców: 700; Liczba zwiedzających: 68 000
Patronat honorowy: Prezydent Rzeczypospolitej Polskiej Andrzej Duda, Kardynał Stanisław Dziwisz Arcybiskup Metropolita Krakowski – honorowy patronat nad Salonem Wydawców Katolickich
Motto: „Czytanie czyni zuchwałym” Nina George
Gość honorowy: Litwa
Ambasadorzy Targów Książki w Krakowie: Piotr Marciszuk, Magdalena Sroka, Stanisław Dziedzic, Maria Kulik
Nowe inicjatywy w ramach Międzynarodowych Targów Książki w Krakowie:
- Salon Komiksu – prezentacja prawie wszystkich polskich wydawnictw komiksowych; w ramach programu towarzyszącego obędą się spotkania, wykłady oraz warsztaty dla dzieci, młodzieży i dorosłych.
- Salonik Literacki – specjalnie wydzielona agora przeznaczona na spotkania z autorami.

### 20. Międzynarodowe Targi Książki w Krakowie 27–30.10.2016

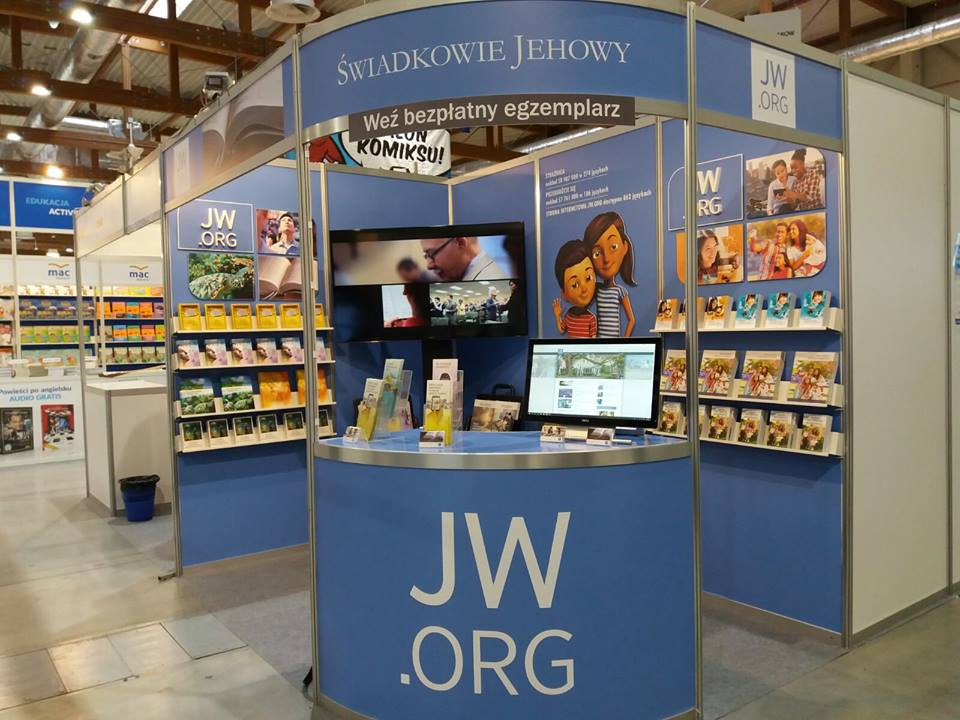
Jedno ze stoisk na 20. Międzynarodowych Targach Książki w Krakowie

Liczba wystawców: blisko 700; Liczba zwiedzających: ponad 68 000
Patronat honorowy: Kardynał Stanisław Dziwisz Arcybiskup Metropolita Krakowski – honorowy patronat nad Salonem Wydawców Katolickich
Motto: „Żeby czytać, trzeba być otwartym” Etgar Keret
Gość honorowy: Izrael
Ambasadorzy Targów Książki w Krakowie: Zbigniew Iwański, Robert Piaskowski, Jacek Wojciechowski, Martyna Wojciechowska.
Nowe inicjatywy w ramach Międzynarodowych Targów Książki w Krakowie:
- Publikacja „20 autorów na 20-lecie” – zbiór dwudziestu opowiadań, który powstał z okazji 20. edycji Międzynarodowych Targów Książki w Krakowie. Do współudziału w projekcie zaproszono dwudziestu autorów reprezentujących najróżniejsze style pisarskie. Są wśród nich: prof. Jerzy Bralczyk (wstęp), Bartłomiej Basiura, Marek Bobakowski, Wojciech Chmielarz, Sylwia Chutnik, Waldemar Cichoń, Jakub Ćwiek, Marta Guzowska, Małgorzata Kalicińska, Magdalena Kordel, Włodzimierz Kowalewski, Tomasz Kowalski, Janusz Majewski, Beata Pawlikowska, Wioletta Piasecka, Marcin Podlewski, Katarzyna Puzyńska, Żanna Słoniowska, Agnieszka Wojdowicz, Krzysztof Zajas, Magdalena Zimny-Louis.
- Dziecięca Strefa Warsztatowa

### 21. Międzynarodowe Targi Książki w Krakowie 26–29.10.2017
Liczba wystawców: blisko 700; Liczba zwiedzających: ponad 70 000
Motto: „Czytam i staję się wolny” Fernando Pessoa
Gość honorowy: Francja
Ambasadorzy Targów Książki w Krakowie: Andrzej Kosowski, Aniela Topulos, Adolf Weltschek, Janusz L. Wiśniewski.
Inicjatywy w ramach Międzynarodowych Targów Książki w Krakowie:
- kontynuacja Dziecięcej Strefy Warsztatowej
- Małopolskie Forum Bibliotek – to dwa dni paneli i warsztatów, podczas których osoby związane z bibliotekarstwem mają szansę na poszerzenie swoich umiejętności i wiedzy z tej dziedziny. Jest to inicjatywa, która pozwoliła na spotkanie osób z jednego segmentu branży. Dzięki niej uczestnicy Forum mogli wymienić się doświadczeniem i pomysłami.

### 22. Międzynarodowe Targi Książki w Krakowie 25–28.10.2018
- Liczba wystawców: 615; Liczba zwiedzających: około 68 000
- Motto: „Książki są bramą, przez którą wychodzisz na ulicę” Arturo Pérez-Reverte
- Gość honorowy: Szwecja
- Ambasadorzy Targów Książki w Krakowie: Anna Bartłomiejczyk i Marta Gajewska (Bestselerki), Jerzy Fedorowicz, Małgorzata Małaszko-Stasiewicz.

### 23. Międzynarodowe Targi Książki w Krakowie 2019
- Ambasadorzy Targów Książki w Krakowie: Marcin Gnat, Anna Zielińska-Krybus i Komenda Wojewódzka Policji w Krakowie

### 24. Międzynarodowe Targi Książki w Krakowie 14–17.10.2021
- Ambasadorzy Targów Książki w Krakowie: prof. dr hab. Jacek Popiel, prof. Jerzy Bralczyk, Henryk Woźniakowski, Adam Szaja

### 25. Międzynarodowe Targi Książki w Krakowie 27–30.10.2022
- Liczba wystawców: 470; Liczba zwiedzających: 45 000
- Motto: „Trzeba mi nowych skrzydeł, nowych dróg potrzeba…” Juliusz Słowacki
- Gość honorowy: ?
- Ambasadorzy Targów Książki w Krakowie: dziennikarka, RMF24.pl Małgorzata Wosion, redaktor naczelny Magazynu Literackiego „Książki” Piotr Dobrołęcki, Krzysztof Wielicki, założycielki grupy na Facebooku – Polska Literatura Kobieca. Erotyki i nie tylko: Kamila Życzkowska i Kamila Wilk[14].

### 26. Międzynarodowe Targi Książki w Krakowie 26–29.10.2023
- Liczba wystawców: 473; Liczba zwiedzających: 52 000[15]
- Motto: „Tyle naraz świata ze wszystkich stron świata” – cytat z wiersza „Urodziny” Wisławy Szymborskiej
- Ambasadorzy Targów Książki w Krakowie: Monika Białecka – związana z rynkiem wydawniczym; Marian Łyko – Prezes Zarządu Miejskiego Przedsiębiorstwa Energetyki Cieplnej w Krakowie; Łukasz Wojtusik – dziennikarz, autor podcastu „Alfabet Wojtusika”; Vela Szulwińska – twórczyni treści internetowych, wybrana w plebiscycie internautów[16][17].